# Emma de Bavière
Pour les articles homonymes, voir Emma.
Emma de Bavière (en allemand : Hemma), également nommée Emma d'Altdorf, née vers 808 et morte le 31 janvier 876, est une aristocrate bavaroise de l'Empire carolingien, reine de la Francie orientale de 843 à sa mort en tant qu'épouse du roi Louis II le Germanique.

## Biographie
Emma est une fille cadette du comte Welf Ier, noble bavarois et l'ancêtre de la dynastie des Welf, et de son épouse Helvide (Heilwige) de Saxe († après 835), abbesse plus tardive de Chelles. Parmi les frères et sœurs d'Emma figurent notamment le comte Conrad Ier et Judith de Bavière qui devient la seconde épouse de l'empereur carolingien Louis le Pieux en 819.
Son futur mari, Louis II, fils de Louis le Pieux de son premier mariage avec Ermengarde de Hesbaye, a été désigné souverain de la Bavière lors de l'Ordinatio Imperii en 817. Élevé à la cour de Charlemagne, il n'est toutefois apparu sur la scène politique de ce pays que jusqu'en 826. 
La naissance en 823 du prince Charles le Chauve du deuxième mariage de Louis le Pieux remet en cause le partage de l'Empire en faveur de ses trois fils aînés nés d'Ermengarde. Afin de se concilier au moins un de ses beau-fils et de favoriser l'influence de sa famille, l'impératrice Judith organise en 827 le mariage de Louis et de sa sœur Emma, projet d'autant plus approprié que Louis doit hériter de la Bavière ; ce mariage lui permet donc de s'allier aux Welf, importante famille de son futur royaume.
Du mariage d'Emma et de Louis naissent les enfants suivants :
- Hildegarde (v. 828 † 23 décembre 856), abbesse de Münsterschwarzach, près de Wurzbourg, puis de Fraumünster (Zurich) ;
- Carloman (v.830 † 880), roi de Bavière de 876 à 880 ;
- Ermengarde († 16 juillet 866), abbesse de Chiemsee ;
- Gisèle, marié à Borthold II (Comte Palatin de Souabe) ;
- Louis le Jeune (v.835 † 20 janvier 882), roi en Germanie (Franconie, Saxe, Thuringe et Frise) de 876 à 882 ;
- Charles le Gros (839 † 13 janvier 888), roi en Germanie (Alémanie, Alsace et Rhéthie) de 876 à 888, empereur d'Occident de 881 à 887, roi de France de 885 à 887 ;
- Berthe († 26 mars 877), à la suite de sa sœur aînée, abbesse de Münsterschwarzach, puis de Fraumünster.

Lors de la diète à Worms en 829, Charles le Chauve reçut l'Alémanie avec la Rhétie, l'Alsace et une partie de la Bourgogne de la part de son père, événement qui avait provoqué des conflits armés de longue durée au sein de la dynastie carolingienne. Le mariage avec Emma n'empêche pas Louis II de participer avec ses frères Lothaire et Pépin à la révolte de 833 contre leur père. 
Mais, après la mort de Louis le Pieux en 840, Louis s'allie à Charles contre leur frère aîné Lothaire réclamant le patrimoine impérial. Après l'avoir battu à Fontenoy-en-Puisaye, ils lui imposent le traité de Verdun en août 843, par lequel, entre autres, Louis II devient roi de Francie orientale (« Germanie »). 
On ne trouve que peu de mentions écrites de la reine Emma ; elle était jugée comme étant un modèle de vertu et de beauté. D'autre part, le chroniqueur contemporain Hincmar de Reims lui reproche de privilégier de manière abusive son fils aîné Carloman. Prétendument en raison de sa grande influence, il reçut le patrimoine de la Bavière, ce qui provoque des conflits avec son frères cadets.
Selon les Annales de Fulda, Emma a été muette et paralytique dans les deux dernières années de sa vie. Elle meurt le 31 janvier 876, plusieurs mois après que son époux lui avait rendu visite la dernière fois. La question du lieu de sépulture d'Emma est controversée : il existe des tombeaux dans l'abbaye bénédictine Saint-Emmeran et dans le couvent des chanoinesses d'Obermünster (avec lequel la reine avait un rapport particulier) à Ratisbonne. Son mari lui survit sept mois jusqu'au 28 août 876. Il est enterré dans l'église de Lorsch, dans le Palatinat.

## Un hypothétique premier mariage
Le généalogiste Jean-Noël Mathieu a étudié l'ascendance de plusieurs princesses bourguignonnes du nom de Willa (ou Guille) :
- Willa de Vienne (fille de Boson de Provence et d'Ermengarde) ;
- sa fille, Willa, femme de Boson d'Arles ;
- sa petite-fille Willa (par Willa), femme de Bérenger II, roi d'Italie ;
- son autre petite-fille Willa (par Waldrade), femme d'Hubert de Spolète.

À la suite de cette étude, il a proposé de voir en Engelberge, femme de l'empereur Louis II le Jeune et la mère d'Ermengarde, femme de Boson de Provence, une fille d'Emma de Bavière et d'un premier mari, issu des Guilhelmides, qui serait Thierry III d'Autun, mort en 826 et fils de Guillaume de Gellone. Cette Engelberge est qualifiée de soror dans deux diplômes, un de Carloman et l'autre de Charles le Gros.

## Généalogie
|                                         |                                         |                                         |                                         |                                         |                                         |                               |                               |                                     |                                     |                                     |                                     |                                     |                                     |                        |                        |                                   |                                   |                                   |                                   |                                   |                                   |                        |                        |                         |                         |                         |                         |                                       |                                       |                                       |                                       |                                       |                                       |                               |                               | Welf Ier comte en Bavière                        |                                                  |                                                  |                                                  |                                                    |                                                    |                                                    |                                                    |                                                    |                                                    |                                      |                                      |                                             |                                             |                                             |                                             |                                             |                                             |                           |                           |                           |                           |                           |                           |  |  |
|                                         |                                         |                                         |                                         |                                         |                                         |                               |                               |                                     |                                     |                                     |                                     |                                     |                                     |                        |                        |                                   |                                   |                                   |                                   |                                   |                                   |                        |                        |                         |                         |                         |                         |                                       |                                       |                                       |                                       |                                       |                                       |                               |                               |                                                  |                                                  |                                                  |                                                  |                                                    |                                                    |                                                    |                                                    |                                                    |                                                    |                                      |                                      |                                             |                                             |                                             |                                             |                                             |                                             |                           |                           |                           |                           |                           |                           |  |  |
|                                         |                                         |                                         |                                         |                                         |                                         |                               |                               |                                     |                                     |                                     |                                     |                                     |                                     |                        |                        |                                   |                                   |                                   |                                   |                                   |                                   |                        |                        |                         |                         |                         |                         |                                       |                                       |                                       |                                       |                                       |                                       |                               |                               |                                                  |                                                  |                                                  |                                                  |                                                    |                                                    |                                                    |                                                    |                                                    |                                                    |                                      |                                      |                                             |                                             |                                             |                                             |                                             |                                             |                           |                           |                           |                           |                           |                           |  |  |
|                                         |                                         |                                         |                                         |                                         |                                         |                               |                               |                                     |                                     |                                     |                                     |                                     |                                     |                        |                        |                                   |                                   |                                   |                                   |                                   |                                   |                        |                        |                         |                         |                         |                         |                                       |                                       |                                       |                                       |                                       |                                       |                               |                               |                                                  |                                                  |                                                  |                                                  |                                                    |                                                    |                                                    |                                                    |                                                    |                                                    |                                      |                                      |                                             |                                             |                                             |                                             |                                             |                                             |                           |                           |                           |                           |                           |                           |  |  |
| Conrad († 862/866) cte Paris et Auxerre | Conrad († 862/866) cte Paris et Auxerre | Conrad († 862/866) cte Paris et Auxerre | Conrad († 862/866) cte Paris et Auxerre | Conrad († 862/866) cte Paris et Auxerre | Conrad († 862/866) cte Paris et Auxerre |                               |                               | Rodolphe († 866) abbé Saint-Riquier | Rodolphe († 866) abbé Saint-Riquier | Rodolphe († 866) abbé Saint-Riquier | Rodolphe († 866) abbé Saint-Riquier | Rodolphe († 866) abbé Saint-Riquier | Rodolphe († 866) abbé Saint-Riquier |                        |                        | Guillaume de Gellone († 812/815)  | Guillaume de Gellone († 812/815)  | Guillaume de Gellone († 812/815)  | Guillaume de Gellone († 812/815)  | Guillaume de Gellone († 812/815)  | Guillaume de Gellone († 812/815)  |                        |                        |                         |                         |                         |                         |                                       |                                       | Ermengarde de Hesbaye († 818)         | Ermengarde de Hesbaye († 818)         | Ermengarde de Hesbaye († 818)         | Ermengarde de Hesbaye († 818)         | Ermengarde de Hesbaye († 818) | Ermengarde de Hesbaye († 818) |                                                  |                                                  |                                                  |                                                  |                                                    |                                                    | Louis le Pieux (778 † 840) empereur                | Louis le Pieux (778 † 840) empereur                | Louis le Pieux (778 † 840) empereur                | Louis le Pieux (778 † 840) empereur                | Louis le Pieux (778 † 840) empereur  | Louis le Pieux (778 † 840) empereur  |                                             |                                             |                                             |                                             |                                             |                                             | Judith de Bavière († 843) | Judith de Bavière († 843) | Judith de Bavière († 843) | Judith de Bavière († 843) | Judith de Bavière († 843) | Judith de Bavière († 843) |  |  |
| Conrad († 862/866) cte Paris et Auxerre | Conrad († 862/866) cte Paris et Auxerre | Conrad († 862/866) cte Paris et Auxerre | Conrad († 862/866) cte Paris et Auxerre | Conrad († 862/866) cte Paris et Auxerre | Conrad († 862/866) cte Paris et Auxerre |                               |                               | Rodolphe († 866) abbé Saint-Riquier | Rodolphe († 866) abbé Saint-Riquier | Rodolphe († 866) abbé Saint-Riquier | Rodolphe († 866) abbé Saint-Riquier | Rodolphe († 866) abbé Saint-Riquier | Rodolphe († 866) abbé Saint-Riquier |                        |                        | Guillaume de Gellone († 812/815)  | Guillaume de Gellone († 812/815)  | Guillaume de Gellone († 812/815)  | Guillaume de Gellone († 812/815)  | Guillaume de Gellone († 812/815)  | Guillaume de Gellone († 812/815)  |                        |                        |                         |                         |                         |                         |                                       |                                       | Ermengarde de Hesbaye († 818)         | Ermengarde de Hesbaye († 818)         | Ermengarde de Hesbaye († 818)         | Ermengarde de Hesbaye († 818)         | Ermengarde de Hesbaye († 818) | Ermengarde de Hesbaye († 818) |                                                  |                                                  |                                                  |                                                  |                                                    |                                                    | Louis le Pieux (778 † 840) empereur                | Louis le Pieux (778 † 840) empereur                | Louis le Pieux (778 † 840) empereur                | Louis le Pieux (778 † 840) empereur                | Louis le Pieux (778 † 840) empereur  | Louis le Pieux (778 † 840) empereur  |                                             |                                             |                                             |                                             |                                             |                                             | Judith de Bavière († 843) | Judith de Bavière († 843) | Judith de Bavière († 843) | Judith de Bavière († 843) | Judith de Bavière († 843) | Judith de Bavière († 843) |  |  |
|                                         |                                         |                                         |                                         |                                         |                                         |                               |                               |                                     |                                     |                                     |                                     |                                     |                                     |                        |                        |                                   |                                   |                                   |                                   |                                   |                                   |                        |                        |                         |                         |                         |                         |                                       |                                       |                                       |                                       |                                       |                                       |                               |                               |                                                  |                                                  |                                                  |                                                  |                                                    |                                                    |                                                    |                                                    |                                                    |                                                    |                                      |                                      |                                             |                                             |                                             |                                             |                                             |                                             |                           |                           |                           |                           |                           |                           |  |  |
|                                         |                                         |                                         |                                         |                                         |                                         |                               |                               |                                     |                                     |                                     |                                     |                                     |                                     |                        |                        |                                   |                                   |                                   |                                   |                                   |                                   |                        |                        |                         |                         |                         |                         |                                       |                                       |                                       |                                       |                                       |                                       |                               |                               |                                                  |                                                  |                                                  |                                                  |                                                    |                                                    |                                                    |                                                    |                                                    |                                                    |                                      |                                      |                                             |                                             |                                             |                                             |                                             |                                             |                           |                           |                           |                           |                           |                           |  |  |
|                                         |                                         |                                         |                                         |                                         |                                         |                               |                               | Lothaire Ier (795 † 855) empereur   | Lothaire Ier (795 † 855) empereur   | Lothaire Ier (795 † 855) empereur   | Lothaire Ier (795 † 855) empereur   | Lothaire Ier (795 † 855) empereur   | Lothaire Ier (795 † 855) empereur   |                        |                        | Thierry III († 826) comte d'Autun | Thierry III († 826) comte d'Autun | Thierry III († 826) comte d'Autun | Thierry III († 826) comte d'Autun | Thierry III († 826) comte d'Autun | Thierry III († 826) comte d'Autun |                        |                        | Emma de Bavière († 876) | Emma de Bavière († 876) | Emma de Bavière († 876) | Emma de Bavière († 876) | Emma de Bavière († 876)               | Emma de Bavière († 876)               |                                       |                                       |                                       |                                       |                               |                               |                                                  |                                                  |                                                  |                                                  | Louis II le Germanique (806 † 876) roi de Germanie | Louis II le Germanique (806 † 876) roi de Germanie | Louis II le Germanique (806 † 876) roi de Germanie | Louis II le Germanique (806 † 876) roi de Germanie | Louis II le Germanique (806 † 876) roi de Germanie | Louis II le Germanique (806 † 876) roi de Germanie |                                      |                                      | Charles le Chauve (823 † 877) roi de France | Charles le Chauve (823 † 877) roi de France | Charles le Chauve (823 † 877) roi de France | Charles le Chauve (823 † 877) roi de France | Charles le Chauve (823 † 877) roi de France | Charles le Chauve (823 † 877) roi de France |                           |                           |                           |                           |                           |                           |  |  |
|                                         |                                         |                                         |                                         |                                         |                                         |                               |                               | Lothaire Ier (795 † 855) empereur   | Lothaire Ier (795 † 855) empereur   | Lothaire Ier (795 † 855) empereur   | Lothaire Ier (795 † 855) empereur   | Lothaire Ier (795 † 855) empereur   | Lothaire Ier (795 † 855) empereur   |                        |                        | Thierry III († 826) comte d'Autun | Thierry III († 826) comte d'Autun | Thierry III († 826) comte d'Autun | Thierry III († 826) comte d'Autun | Thierry III († 826) comte d'Autun | Thierry III († 826) comte d'Autun |                        |                        | Emma de Bavière († 876) | Emma de Bavière († 876) | Emma de Bavière († 876) | Emma de Bavière († 876) | Emma de Bavière († 876)               | Emma de Bavière († 876)               |                                       |                                       |                                       |                                       |                               |                               |                                                  |                                                  |                                                  |                                                  | Louis II le Germanique (806 † 876) roi de Germanie | Louis II le Germanique (806 † 876) roi de Germanie | Louis II le Germanique (806 † 876) roi de Germanie | Louis II le Germanique (806 † 876) roi de Germanie | Louis II le Germanique (806 † 876) roi de Germanie | Louis II le Germanique (806 † 876) roi de Germanie |                                      |                                      | Charles le Chauve (823 † 877) roi de France | Charles le Chauve (823 † 877) roi de France | Charles le Chauve (823 † 877) roi de France | Charles le Chauve (823 † 877) roi de France | Charles le Chauve (823 † 877) roi de France | Charles le Chauve (823 † 877) roi de France |                           |                           |                           |                           |                           |                           |  |  |
|                                         |                                         |                                         |                                         |                                         |                                         |                               |                               |                                     |                                     |                                     |                                     |                                     |                                     |                        |                        |                                   |                                   |                                   |                                   |                                   |                                   |                        |                        |                         |                         |                         |                         |                                       |                                       |                                       |                                       |                                       |                                       |                               |                               |                                                  |                                                  |                                                  |                                                  |                                                    |                                                    |                                                    |                                                    |                                                    |                                                    |                                      |                                      |                                             |                                             |                                             |                                             |                                             |                                             |                           |                           |                           |                           |                           |                           |  |  |
|                                         |                                         |                                         |                                         |                                         |                                         |                               |                               |                                     |                                     |                                     |                                     |                                     |                                     |                        |                        |                                   |                                   |                                   |                                   |                                   |                                   |                        |                        |                         |                         |                         |                         |                                       |                                       |                                       |                                       |                                       |                                       |                               |                               |                                                  |                                                  |                                                  |                                                  |                                                    |                                                    |                                                    |                                                    |                                                    |                                                    |                                      |                                      |                                             |                                             |                                             |                                             |                                             |                                             |                           |                           |                           |                           |                           |                           |  |  |
|                                         |                                         |                                         |                                         |                                         |                                         |                               |                               | Louis II (v.825 † 875) roi d'Italie | Louis II (v.825 † 875) roi d'Italie | Louis II (v.825 † 875) roi d'Italie | Louis II (v.825 † 875) roi d'Italie | Louis II (v.825 † 875) roi d'Italie | Louis II (v.825 † 875) roi d'Italie |                        |                        |                                   |                                   |                                   |                                   | Engelberge († 896/901)            | Engelberge († 896/901)            | Engelberge († 896/901) | Engelberge († 896/901) | Engelberge († 896/901)  | Engelberge († 896/901)  |                         |                         | Carloman (v.830 † 880) roi de Bavière | Carloman (v.830 † 880) roi de Bavière | Carloman (v.830 † 880) roi de Bavière | Carloman (v.830 † 880) roi de Bavière | Carloman (v.830 † 880) roi de Bavière | Carloman (v.830 † 880) roi de Bavière |                               |                               | Louis III le jeune (v.835 † 882) roi de Germanie | Louis III le jeune (v.835 † 882) roi de Germanie | Louis III le jeune (v.835 † 882) roi de Germanie | Louis III le jeune (v.835 † 882) roi de Germanie | Louis III le jeune (v.835 † 882) roi de Germanie   | Louis III le jeune (v.835 † 882) roi de Germanie   |                                                    |                                                    | Charles le Gros (839 † 888) empereur               | Charles le Gros (839 † 888) empereur               | Charles le Gros (839 † 888) empereur | Charles le Gros (839 † 888) empereur | Charles le Gros (839 † 888) empereur        | Charles le Gros (839 † 888) empereur        |                                             |                                             | quatre filles                               | quatre filles                               | quatre filles             | quatre filles             | quatre filles             | quatre filles             |                           |                           |  |  |
|                                         |                                         |                                         |                                         |                                         |                                         |                               |                               | Louis II (v.825 † 875) roi d'Italie | Louis II (v.825 † 875) roi d'Italie | Louis II (v.825 † 875) roi d'Italie | Louis II (v.825 † 875) roi d'Italie | Louis II (v.825 † 875) roi d'Italie | Louis II (v.825 † 875) roi d'Italie |                        |                        |                                   |                                   |                                   |                                   | Engelberge († 896/901)            | Engelberge († 896/901)            | Engelberge († 896/901) | Engelberge († 896/901) | Engelberge († 896/901)  | Engelberge († 896/901)  |                         |                         | Carloman (v.830 † 880) roi de Bavière | Carloman (v.830 † 880) roi de Bavière | Carloman (v.830 † 880) roi de Bavière | Carloman (v.830 † 880) roi de Bavière | Carloman (v.830 † 880) roi de Bavière | Carloman (v.830 † 880) roi de Bavière |                               |                               | Louis III le jeune (v.835 † 882) roi de Germanie | Louis III le jeune (v.835 † 882) roi de Germanie | Louis III le jeune (v.835 † 882) roi de Germanie | Louis III le jeune (v.835 † 882) roi de Germanie | Louis III le jeune (v.835 † 882) roi de Germanie   | Louis III le jeune (v.835 † 882) roi de Germanie   |                                                    |                                                    | Charles le Gros (839 † 888) empereur               | Charles le Gros (839 † 888) empereur               | Charles le Gros (839 † 888) empereur | Charles le Gros (839 † 888) empereur | Charles le Gros (839 † 888) empereur        | Charles le Gros (839 † 888) empereur        |                                             |                                             | quatre filles                               | quatre filles                               | quatre filles             | quatre filles             | quatre filles             | quatre filles             |                           |                           |  |  |
|                                         |                                         |                                         |                                         |                                         |                                         |                               |                               |                                     |                                     |                                     |                                     |                                     |                                     |                        |                        |                                   |                                   |                                   |                                   |                                   |                                   |                        |                        |                         |                         |                         |                         |                                       |                                       |                                       |                                       |                                       |                                       |                               |                               |                                                  |                                                  |                                                  |                                                  |                                                    |                                                    |                                                    |                                                    |                                                    |                                                    |                                      |                                      |                                             |                                             |                                             |                                             |                                             |                                             |                           |                           |                           |                           |                           |                           |  |  |
|                                         |                                         |                                         |                                         |                                         |                                         | Boson († 887) roi en Provence | Boson († 887) roi en Provence | Boson († 887) roi en Provence       | Boson († 887) roi en Provence       | Boson († 887) roi en Provence       | Boson († 887) roi en Provence       |                                     |                                     | Ermengarde († 896/901) | Ermengarde († 896/901) | Ermengarde († 896/901)            | Ermengarde († 896/901)            | Ermengarde († 896/901)            | Ermengarde († 896/901)            |                                   |                                   |                        |                        |                         |                         |                         |                         | Arnulf (v. 850 † 899) empereur        | Arnulf (v. 850 † 899) empereur        | Arnulf (v. 850 † 899) empereur        | Arnulf (v. 850 † 899) empereur        | Arnulf (v. 850 † 899) empereur        | Arnulf (v. 850 † 899) empereur        |                               |                               |                                                  |                                                  |                                                  |                                                  |                                                    |                                                    |                                                    |                                                    |                                                    |                                                    |                                      |                                      |                                             |                                             |                                             |                                             |                                             |                                             |                           |                           |                           |                           |                           |                           |  |  |
|                                         |                                         |                                         |                                         |                                         |                                         | Boson († 887) roi en Provence | Boson († 887) roi en Provence | Boson († 887) roi en Provence       | Boson († 887) roi en Provence       | Boson († 887) roi en Provence       | Boson († 887) roi en Provence       |                                     |                                     | Ermengarde († 896/901) | Ermengarde († 896/901) | Ermengarde († 896/901)            | Ermengarde († 896/901)            | Ermengarde († 896/901)            | Ermengarde († 896/901)            |                                   |                                   |                        |                        |                         |                         |                         |                         | Arnulf (v. 850 † 899) empereur        | Arnulf (v. 850 † 899) empereur        | Arnulf (v. 850 † 899) empereur        | Arnulf (v. 850 † 899) empereur        | Arnulf (v. 850 † 899) empereur        | Arnulf (v. 850 † 899) empereur        |                               |                               |                                                  |                                                  |                                                  |                                                  |                                                    |                                                    |                                                    |                                                    |                                                    |                                                    |                                      |                                      |                                             |                                             |                                             |                                             |                                             |                                             |                           |                           |                           |                           |                           |                           |  |  |